# Ladung (Physik)
Eine Ladung, übliches Formelzeichen {\displaystyle Q} oder {\displaystyle q}, ist in der Physik eine Größe, die je nach Theoriegebäude der Physik unterschiedlich definiert und interpretiert wird. Allen Definitionen gemein ist, dass sie im Grenzfall einer „untergeordneten“ Theorie mit der dortigen Definition übereinstimmen. 
Die einzige Ladung, die im praktischen Alltag eine Rolle spielt, ist die elektrische Ladung. Wird der Begriff der Ladung daher ohne nähere Spezifizierung verwendet, ist meist diese Ladung gemeint.

## Klassische Physik
Die einzige in der klassischen Physik auftretende Ladung ist die elektrische Ladung. Sie beschreibt dort die Stärke, mit der ein Teilchen (Physik) mit dem elektrischem Feld wechselwirkt. Die elektrische Ladung ist klassisch identisch zu einer Kopplungskonstante zwischen Kraftfeldern und Materie. Eine bewegte Ladung heißt in der klassischen Physik (elektrischer) Strom {\displaystyle I}; der Strom bestimmt, wie stark ein Teilchen mit dem magnetischen Feld wechselwirkt. Umgekehrt geht von jeder Ladung ein elektrisches Feld aus und von jedem Strom ein magnetisches Feld. Bei der Beschreibung der Bewegungsgleichungen für das elektrische und magnetische Feld, den Maxwell-Gleichungen, gehen Ladungsdichte {\displaystyle \rho =\partial Q/\partial V} und Stromdichte {\displaystyle {\vec {j}}=\partial I/\partial {\vec {A}}} als Parameter ein. Aus den Maxwell-Gleichungen folgt die Kontinuitätsgleichung, die besagt, dass Ladung eine Erhaltungsgröße ist.

## Spezielle Relativitätstheorie
Zum Zeitpunkt der Entwicklung der Speziellen Relativitätstheorie 1905 war ebenfalls allein die elektrische Ladung bekannt. Da die Maxwell-Gleichungen ebenfalls relativistisch gültige Gleichungen sind, kann die Kontinuitätsgleichung in relativistisch kovarianter Formulierung dargestellt werden, wobei die Ladungsdichte als nullte Komponente der Vierer-Stromdichte aufgefasst wird: {\displaystyle j^{\mu }={\begin{pmatrix}c\rho &{\vec {j}}\end{pmatrix}}}

## Nichtrelativistische Quantenmechanik
In der nichtrelativistischen Quantenmechanik ist die Ladung, wie sie in der klassischen Physik die Eigenschaft eines Teilchens ist, die Kopplungskonstante, mit der eine Wellenfunktion an das elektrische Potential und das Vektorpotential koppelt. Der dazu verwendete Formalismus heißt minimale Kopplung. Da in der Quantenmechanik die Wellenfunktion selbst einer Kontinuitätsgleichung unterliegt, nach der die absolute Wahrscheinlichkeit, ein Teilchen anzutreffen, erhalten ist, ist die mit dem Teilchen verbundene Größe der Ladung ebenfalls erhalten. Diese Kontinuitätsgleichung kann nicht relativistisch kovariant dargestellt werden. 

## Quantenfeldtheorie
Die Quantenfeldtheorie beschreibt die Vereinigung der Quantenmechanik mit der Speziellen Relativitätstheorie. In ihr werden nicht mehr nur Kraftfelder als Felder angesehen, sondern ebenfalls die Materie. In der Quantenfeldtheorie wird der Begriff der Ladung doppelt verwendet, einerseits als Ladungsoperator {\displaystyle {\hat {Q}}}, andererseits als dessen Eigenwert {\displaystyle q}. Der Ladungsoperator wird mithilfe des Noether-Theorems definiert. Das Noether-Theorem ist ebenfalls in der klassischen Mechanik gültig und besagt, dass zu jeder kontinuierlichen Symmetrie eines Systems eine Erhaltungsgröße gehört. Für Felder liefert es eine relativistisch kovariante Kontinuitätsgleichung mit der Ladungsdichte
{\displaystyle {\hat {\rho }}^{a}=g\psi _{i}^{\dagger }T_{ij}^{a}\psi _{j}-f^{abc}A^{\nu b}F_{0\nu }^{c}}
Dabei bezeichnet
- {\displaystyle \psi } die fermionischen Feldoperatoren,
- {\displaystyle A} die vektorbosonischen Feldoperatoren,
- {\displaystyle F} den Feldstärketensor
- {\displaystyle T} die Generatoren der Symmetriegruppe
- {\displaystyle f} die Strukturkonstanten der Symmetriegruppe
- {\displaystyle g} eine Kopplungskonstante

Der Ladungsoperator vertauscht mit dem Hamilton-Operator, daher kann eine gemeinsame Eigenbasis gewählt werden, sodass die beobachtbaren Teilchen stets eine wohldefinierte Ladung als Eigenwert zum Operator aufweisen. Insbesondere enthält die Definition des Ladungsoperators die Kopplungskonstante, Ladung und Kopplungskonstante sind jedoch verschiedene Objekte.
In ungebrochenen Theorien annihiliert der Ladungsoperator das Vakuum; bezeichnet {\displaystyle |\Omega \rangle } das Quantenvakuum, ist {\displaystyle {\hat {Q}}|\Omega \rangle =0}. In Theorien mit spontan gebrochener Symmetrie ist dies nicht der Fall; es greift das Fabri-Picasso-Theorem, nach dem die Operatornorm des Ladungsoperators unendlich ist: {\displaystyle \|{\hat {Q}}\|=\infty }.  Die Definition einer Ladung als Eigenwert eines solchen Operators ist nicht möglich. Daher existiert im Standardmodell sowohl eine starke Ladung, genannt Farbladung, die der {\displaystyle SU(3)_{C}} zugeordnet werden kann, als auch eine elektrische Ladung, die aus der Brechung der {\displaystyle SU(2)_{L}\otimes U(1)_{Y}} zur {\displaystyle U(1)_{Q}} hervorgeht, aber keine „schwache Ladung“.
Im Fall nichtabelscher Symmetriegruppen wie der {\displaystyle SU(3)} sind diese Noether-Ladungen zwar weiterhin erhalten, Korrekturen höherer Ordnungen zu deren Eigenwerten sind jedoch nicht mehr eichinvariant. Wie im klassischen Fall wird für diese Korrekturen die Ladung aus dem Potential mithilfe der Kopplungskonstanten bestimmt. Die Verletzung der Eichinvarianz ist eine direkte Folge des Weinberg-Witten-Theorems.

## Masse als Ladung
Die Masse ist aus Sicht der klassischen Physik semantisch vom Begriff der Ladung getrennt, kann aber als Ladung der Gravitation aufgefasst werden. Eine Größe, die ebenfalls nach dem Noether-Theorem einer Kontinuitätsgleichung gehorcht, ist der Energie-Impuls-Tensor {\displaystyle T^{\mu \nu }}, dessen Komponente {\displaystyle T^{00}} im klassischen Limes der Massendichte entspricht. 